# 温彻斯特
温彻斯特（英語：Winchester）是英国南部的一座的城市，位于英格兰东南部的漢普郡，在南唐斯国家公园的西端，伊钦河沿岸，
温彻斯特曾是威塞克斯王國和英格兰王国的首都，现为汉普郡的郡治，也是温切斯特市的核心部分。2001年人口41,420。
温彻斯特的歷史悠久，早在铁器时代这里即为人类聚落。罗马帝国在当地建立城市，称作万塔比尔格鲁姆（Venta Belgarum）。
其主要地標是哥特式的温彻斯特大教堂，該教堂是歐洲最大的教堂之一。温彻斯特大学和著名的溫徹斯特公學都位於此地。宜人的环境、丰富的古蹟和發達的教育使得此地成為漢普郡消費水準最高的地區之一。溫徹斯特人有時會被稱作“Wintonian”。

## 历史

### 早期历史
温彻斯特城自史前时期便有人居住，至今附近仍保存有三座铁器时代的山丘堡垒、皮特凉亭和凯瑟琳山等相当有历史价值的历史名胜。在铁器时代末期，越来越多的人们聚居于此，但有关这一段时期的历史却非常模糊。自一个高卢人部落在大约公元前100年左右时征服了英国南部开始。

### 罗马时代
罗马征服不列颠之后，这座城市成为当地古典社会生活模式的典型区域，在此的居民被称为比利其人。在那时，这座城市被称为“万塔比尔格鲁姆（Venta Belgarum）” 意思是“市场”或者“集会的地方”。
尽管在早期的罗马统治中，温彻斯特的重要性不如西尔切斯特和奇切斯特一般，在第二世纪的后半中叶中，这两座城市的光芒逐渐为温彻斯特所掩盖。3世纪初，温彻斯特的周围建起了保护作用的石墙。 这一期间，这座城市坐拥方圆144英亩的土地（约合58公顷） 这使得它成为了罗马不列颠城镇中占地面积的佼佼者。如同许多罗马城镇一般，尽管在城墙之外温彻斯特也有一些零零散散的聚居地，然而这些聚居地在4世纪末便开始消失了。

### 中世纪
410年，罗马帝国在不列颠的统治结束。但万塔比尔格鲁姆的城市行政和生活一直延续到450年以后。在內尼厄斯的《不列颠人的历史》一书中，万塔位列28个不列颠城市之中'。
撒克遜人入侵不列颠期间，城市仍然存在，在古英语中被称为Wintan-ceastre648年，威塞克斯国王King Cenwalh建起圣彼得和圣保罗教堂，后俗称“旧敏斯特”（Old Minster）。660年代，西萨克逊主教由Dorchester-on-Thames迁来，教堂也升格为主教座堂。9世纪后期，阿尔弗雷德大王重建城市，奠定了今日的格局。城市最早的铸币厂也出现在此时
10世纪早期，两座新的基督教场所建成，分别是阿尔弗列德的遗孀建立的Nunnaminster修道院和新敏斯特（New Minster）。主教Æthelwold领导了10世纪后期的修道院改革，并兴建灌溉系统Lockburn，至今尚存。
尽管历史学家认为，昂格鲁萨克逊世代的宫廷并无定所，温彻斯特仍常被描述为韦赛克斯王国的首都。
城市在1141年的一系列火灾之后逐渐衰落。然而，主教威克姆的威廉促成了城市的复兴。他扩建大教堂，并建立温彻斯特公学。中世纪时，温彻斯特还是羊毛贸易中心。

## 气候
和英国其他地区类似，温切斯特的气候属海洋性。
| 温切斯特Martyr Worthy村（1981–2010年） | 温切斯特Martyr Worthy村（1981–2010年） | 温切斯特Martyr Worthy村（1981–2010年） | 温切斯特Martyr Worthy村（1981–2010年） | 温切斯特Martyr Worthy村（1981–2010年） | 温切斯特Martyr Worthy村（1981–2010年） | 温切斯特Martyr Worthy村（1981–2010年） | 温切斯特Martyr Worthy村（1981–2010年） | 温切斯特Martyr Worthy村（1981–2010年） | 温切斯特Martyr Worthy村（1981–2010年） | 温切斯特Martyr Worthy村（1981–2010年） | 温切斯特Martyr Worthy村（1981–2010年） | 温切斯特Martyr Worthy村（1981–2010年） | 温切斯特Martyr Worthy村（1981–2010年） |
| 月份                                   | 1月                                    | 2月                                    | 3月                                    | 4月                                    | 5月                                    | 6月                                    | 7月                                    | 8月                                    | 9月                                    | 10月                                   | 11月                                   | 12月                                   | 全年                                   |
| -------------------------------------- | -------------------------------------- | -------------------------------------- | -------------------------------------- | -------------------------------------- | -------------------------------------- | -------------------------------------- | -------------------------------------- | -------------------------------------- | -------------------------------------- | -------------------------------------- | -------------------------------------- | -------------------------------------- | -------------------------------------- |
| 平均高温 °C（°F）                      | 7.4 (45.3)                             | 7.8 (46.0)                             | 10.6 (51.1)                            | 13.6 (56.5)                            | 17.2 (63.0)                            | 20.1 (68.2)                            | 22.7 (72.9)                            | 22.5 (72.5)                            | 19.3 (66.7)                            | 14.9 (58.8)                            | 10.6 (51.1)                            | 7.8 (46.0)                             | 14.5 (58.2)                            |
| 平均低温 °C（°F）                      | 1.3 (34.3)                             | 1.0 (33.8)                             | 2.6 (36.7)                             | 3.7 (38.7)                             | 6.7 (44.1)                             | 9.4 (48.9)                             | 11.3 (52.3)                            | 11.4 (52.5)                            | 9.4 (48.9)                             | 7.1 (44.8)                             | 3.7 (38.7)                             | 1.7 (35.1)                             | 5.8 (42.4)                             |
| 平均降水量 mm（）                      | 77 (3.0)                               | 52 (2.0)                               | 57 (2.2)                               | 50 (2.0)                               | 52 (2.0)                               | 47 (1.9)                               | 48 (1.9)                               | 52 (2.0)                               | 56 (2.2)                               | 88 (3.5)                               | 89 (3.5)                               | 80 (3.1)                               | 748 (29.3)                             |
| 平均降雨天数                           | 12                                     | 9                                      | 10                                     | 9                                      | 9                                      | 8                                      | 9                                      | 8                                      | 9                                      | 11                                     | 12                                     | 12                                     | 118                                    |
| 月均日照時數                           | 58                                     | 81                                     | 108                                    | 165                                    | 195                                    | 190                                    | 199                                    | 191                                    | 142                                    | 110                                    | 71                                     | 53                                     | 1,563                                  |
| 来源：Met Office                       |                                        |                                        |                                        |                                        |                                        |                                        |                                        |                                        |                                        |                                        |                                        |                                        |                                        |

## 行政
每四年，温彻斯特要举行三次当地选举，每次改选三分之一的议员。

## 名胜

### 主教座堂

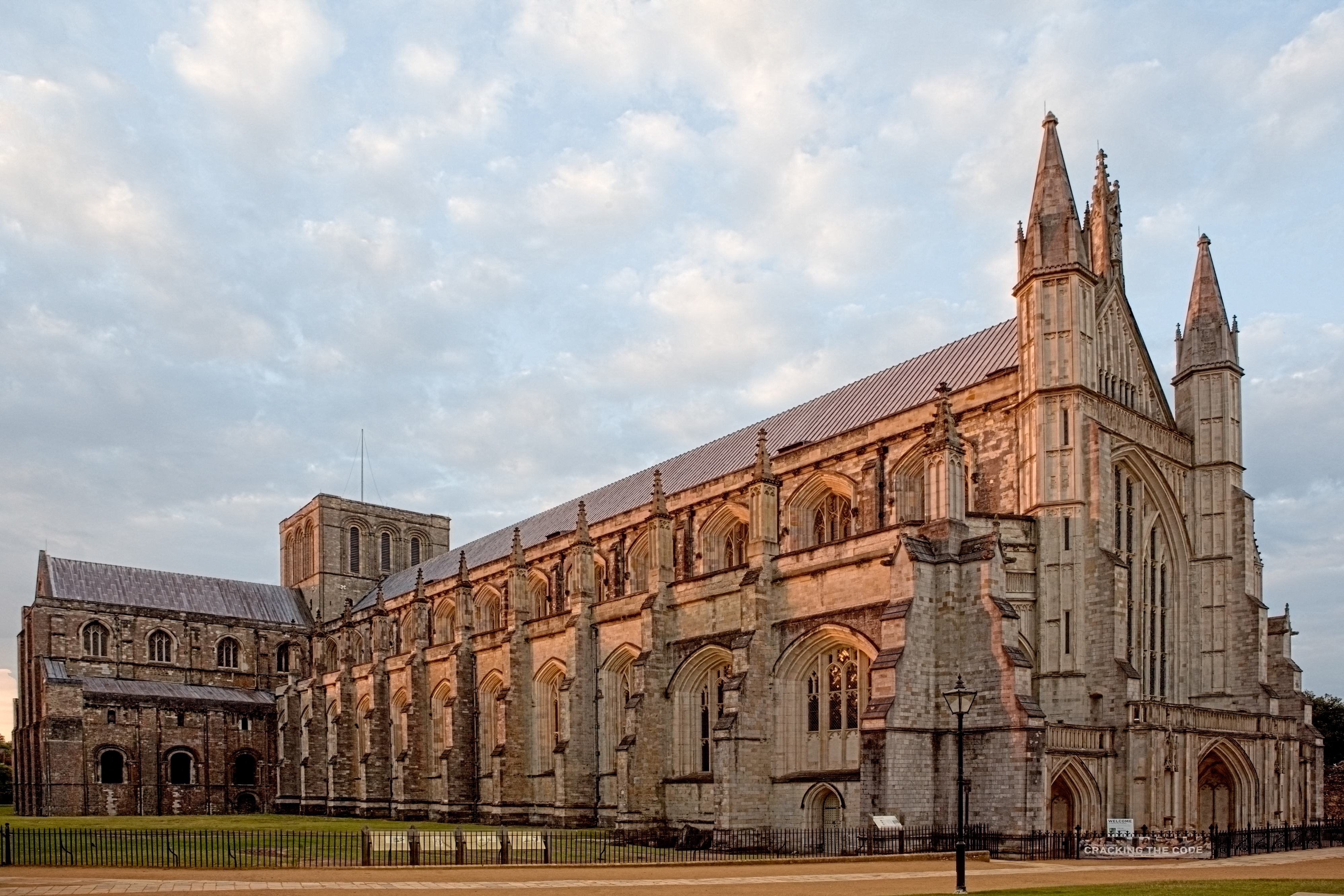
温彻斯特主教座堂

溫徹斯特大教堂，即天主教主教座堂始建于1079年，至今仍然是欧洲最长的大教堂。教堂集合了11至16世纪建筑的精华，也是数位温彻斯特主教和盎格魯-撒克遜国王的长眠之所。英国著名女作家简·奥斯汀也埋葬在教堂内。
大教堂的主保圣人是9世纪温彻斯特主教圣斯威辛（Saint Swithun），教堂也因此成为一座朝圣地。此外，大教堂还曾经是前往坎特伯雷的朝圣路线的起始点。
在大教堂外的草地上，标示着旧敏斯特的轮廓。而新敏斯特曾经与大教堂并立。

### 沃夫西城堡和宫殿
沃夫西城堡（Wolvesey Castle）曾是诺曼主教的居所，约于1110年建于更古老的萨克逊建筑之上。Henry de Blois during the Anarchy of his brother King Stephen统治期间将城堡扩建。16世纪，英格兰女王玛丽一世和 西班牙国王費利佩二世在大教堂举行婚礼之前曾在此小憩。建筑现已沦为废墟，归英格蘭遺產委員會所有。

### 温彻斯特城堡

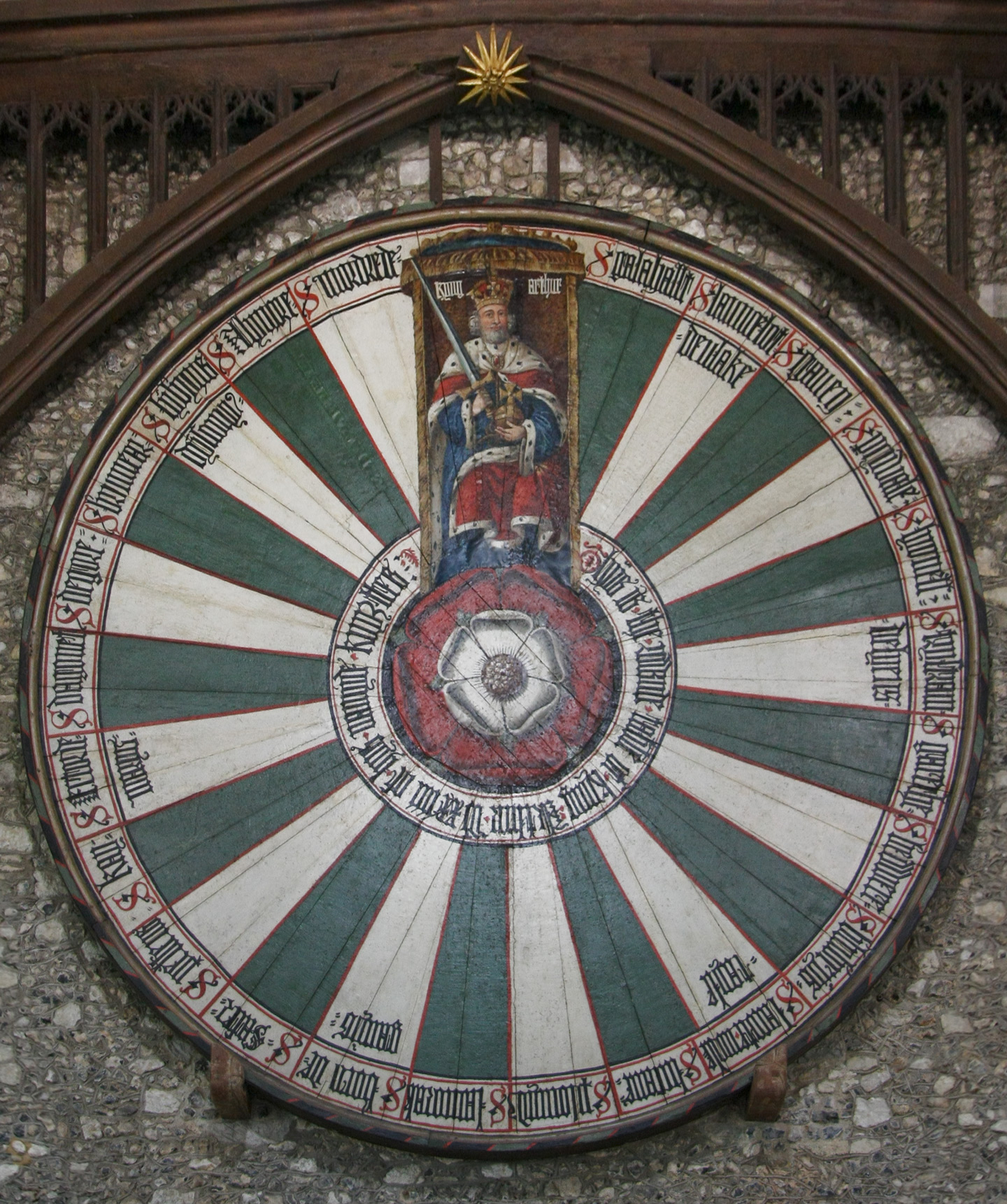
温彻斯特城堡大堂内的“温彻斯特圆桌”

始建于12世纪的温彻斯特城堡大堂也是温彻斯特的著名景点。今天大堂的面貌是1222至1235年间重建的。大堂最为知名之处是墙上悬挂的“亚瑟王的圆桌”。尽管该圆桌实际是13世纪的产物，远远晚于亚瑟王的时代，但这并不妨碍络绎不绝的游客前来参观。

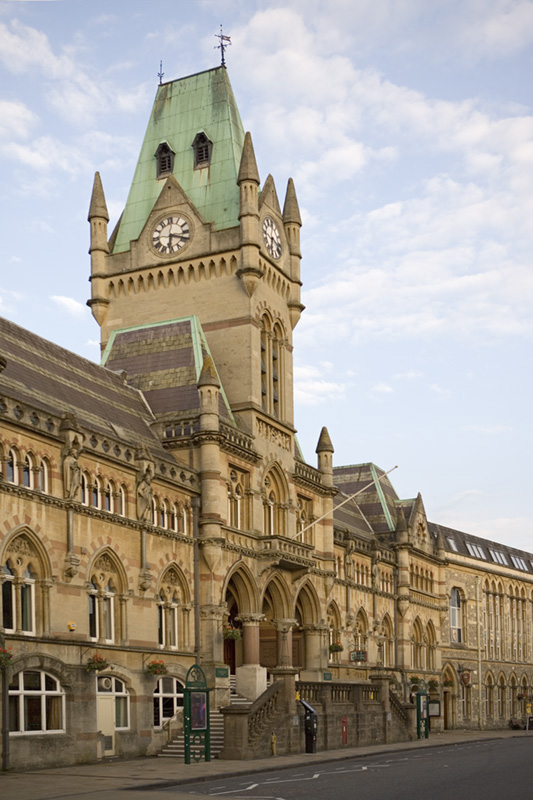
建于1871年的行会大堂

### 博物馆
温彻斯特城市博物馆坐落于大敏斯特街和广场一隅，主要展示当地的历史。博物馆是英国历史上第一批在伦敦以外专门建设的博物馆之一2014年城市博物馆转让给汉普郡文化信托基金会（Hampshire Cultural Trust）所有。
西门博物馆（Westgate Museum）在中世纪城墙的西门楼内，展示多种武器。

### 其他
其他重要历史建筑包括：
- 行會大堂（the Guildhall），建于1871年，为哥特復興式建筑风格[15]
- 王家汉普郡医院，由建筑师威廉巴特菲尔德（William Butterfield）设计
- 温彻斯特城市磨坊，是穿城而过的伊钦河水力驱动的几座磨坊之一，最近得到重建，并归National Trust经营[15]

### 彩绘系缆桩

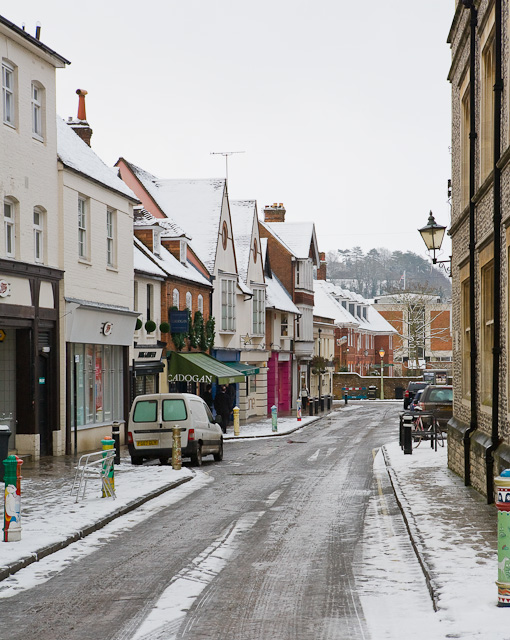
The Square after snow

2005-2012年间，温彻斯特市议会组织艺术家将大敏斯特街路边的24个系缆桩按照不同风格彩绘，成为别具一格的城市风景。(51°03′43″N 1°18′55″W / 51.062°N 1.31525°W)

## 交通

### 公路
高速公路M3和国道A34均从温彻斯特附近通过。A3090和A272两条国道经过市区。温彻斯特曾经是主要堵车点，现在也经常在高峰期受到交通堵塞的困扰。

## 姐妹城市
- 法國 拉昂[16]
- 德國 吉森
- 美国 温彻斯特